# Super Sidekicks
Super Sidekicks (得点王?, Tokuten-ō) è un videogioco di calcio per arcade su sistema Neo Geo, edito nel 1992 dalla SNK. È il primo di una serie di sei titoli calcistici arcade in 2D degli anni novanta.

## Modalità di gioco
Il giocatore compie le azioni di un calciatore della propria squadra premendo due pulsanti: uno per passare la palla lunga nella direzione che il calciatore sta puntando e, in prossimità dell'area avversaria, per tirare in porta; con il secondo pulsante si effettua un passaggio automatico in direzione di un compagno a scelta controllato dalla CPU, a seconda della situazione. Quando non si è in possesso della palla, con il primo pulsante si effettua una scivolata mentre con il secondo si carica l'avversario con una spallata, rischiando il fallo. Sui passaggi alti in area è possibile calciare di prima in rovesciata, in tuffo di testa oppure in girata al volo. È anche possibile alzarsi la palla in palleggio e calciare in rovesciata. Saltuariamente il proprio calciatore effettua dei dribbling automatici come la bicicletta.
Ogni squadra ha un giocatore con qualità di corsa e tiro superiori, segnato con la scritta Ace (Asso) sopra la testa. I portieri sono tutti automatici. Altra particolarità è che i vari giocatori di una squadra hanno caratteristiche estetiche differenti nel colore della pelle e dei capelli, ma tutti i portieri sono identici con i capelli lunghi neri. Come in quasi tutti i giochi del calcio del tempo non sono presenti divise di riserva, e così alcune divise sono inventate (ad es. quella del Messico, a bande verticali gialle e rosse).
Il torneo si chiama SNK Cup ed è strutturato in due gironi di sei squadre ciascuno: dopo aver sconfitto le cinque squadre del proprio girone si affrontano le due migliori squadre dell'altro girone in semifinale e finale. Le squadre si differenziano tra di loro anche per il differente modulo adottato. Ci sono sette differenti animazioni in caso di gol.

## Squadre selezionabili

### Girone A
- Germania
- Italia
- Spagna
- Inghilterra
- Messico
- Giappone

### Girone B
- Argentina
- Paesi Bassi
- Brasile
- Francia
- Stati Uniti
- Corea del Sud

## Accoglienza
In Giappone, la rivista Game Machine elencò Super Sidekicks nel numero del 1º marzo 1993 come la quarta unità arcade di maggior successo del mese. Allo stesso modo, RePlay ha riferito che era il decimo gioco più popolare in Nord America. Il titolo ha ricevuto recensioni positive da parte degli utenti e della critica.

## Serie
1. Super Sidekicks (1992)
2. Super Sidekicks 2: The World Championship (1994)
3. Super Sidekicks 3: The Next Glory (1995)
4. The Ultimate 11: SNK Football Championship (1996)
5. Neo Geo Cup '98: The Road to the Victory (1998)
6. NeoGeo Cup '98 Plus Color (1999)